# 吉町
吉町（よしちょう）は、埼玉県草加市の町名。現行行政地名は吉町一丁目から五丁目。郵便番号は340-0017。

## 地理
埼玉県の東部地域で、草加市中央部の沖積平野に位置する。西は東武伊勢崎線を挟んで谷塚町・氷川町、南は瀬崎、東は手代町、北は高砂、栄町に隣接する。東部を伝右川が流れる。

## 歴史
もとは江戸期より存在した武蔵国足立郡谷古田領に属する吉笹原村であった。
- はじめは幕府領で、以降変遷なし[1]。
- 幕末の時点では足立郡に属し、明治初年の『旧高旧領取調帳』の記載によると、幕府領（代官・佐々井半十郎支配所）[2]。
- 1868年（慶応4年）6月19日 - 幕府領が武蔵知県事・山田政則（忍藩士）の管轄となる。
- 1869年（明治2年） 
  - 1月13日 - 武蔵知県事・宮原忠英の管轄区域に大宮県を設置。県庁は東京府馬喰町に置かれる。
  - 9月29日 - 県庁が浦和に置かれ浦和県[2]に改称。
- 1871年（明治4年）11月13日 - 第1次府県統合により埼玉県の管轄となる。
- 1879年（明治12年）3月17日 - 郡区町村編制法により成立した北足立郡に属す。郡役所は浦和宿に設置。
- 1889年（明治22年）4月1日 - 町村制が施行され、南草加村・北草加村・谷古宇村・宿篠葉村・吉笹原村・東立野村・原島村・与左衛門新田・弥惣右衛門新田・庄左衛門新田・太郎左衛門新田が合併し、北足立郡草加町が成立、吉笹原村は草加町の大字吉笹原となる。
- 1958年（昭和33年）11月1日 - 市制が施行され、同時に大字吉笹原から吉町が成立する[3]。
- 1966年（昭和41年）4月1日 - 第1次住居表示の実施により[4]、吉町の一部から吉町一丁目〜四丁目、吉町と谷塚町の各一部から吉町五丁目が成立[5][3]。

## 交通

### 道路
西部を東京都道・埼玉県道49号足立越谷線（日光街道）が縦断している。南部で埼玉県道・東京都道104号川口草加線や千葉県道・東京都道・埼玉県道54号松戸草加線、山王通りなども東西を結ぶ。

### 鉄道
鉄道用地のすぐ東側の街路が地区の境界となっているため、町内に鉄道は存在しない。東武伊勢崎線（東武スカイツリーライン）北部は草加駅、南部は谷塚駅が最寄駅となる。

## 施設
- 草加吉町公園
- 中草加郵便局
- 草加市吉町浄水場
- 日枝神社（市有形文化財）[6]
- 東京電力パワーグリッド草加変電所
- 草加市立高砂小学校 - 住所は中央。地区の境界線となる高砂プロムナードを挟んだ南側に校舎の一部やプールなどが立地する。
- 草加市立たかさご保育園
- あずま保育園
- 吉町第一公園
- 吉町第二公園
- 吉町第二児童遊園
- 吉町なかよし公園
- 粂森稲荷神社

## 関連文献
- 「草加宿 吉笹原村」『新編武蔵風土記稿』 巻ノ138足立郡ノ4、内務省地理局、1884年6月。NDLJP:763997/80。